# لوچ پروانه‌ای
لوچ پروانه‌ای (نام علمی: Beaufortia kweichowensis) گونه ای از کپورهای جویبار است. این لوچ بومی کشور چین و به‌عنوان بومی رودخانه شی می‌شناسند. نام‌های رایج این گونه آکواریومی محبوب عبارتند از: لوچ تپه چینی، پلکو هنگ‌کنگی، لوچ پروانه‌ای تپه و ماهی مکنده چینی.

## در آکواریوم
لوچ‌های پروانه‌ای چینی معمولاً در یک محیط آبی با سختی آب متوسط (حداکثر 12 dh) با دمای آب ۲۰ تا ۲۳٫۸ درجه سانتیگراد و PH 7.0 تا ۸٫۰ زندگی می‌کنند. حداقل اندازه مخزن ۹۰ لیتر توصیه می‌گردد. آنها را می‌توان در گروه‌های سه تا هفت عددی نگهداری کرد.